# أغار مولر-هينتون

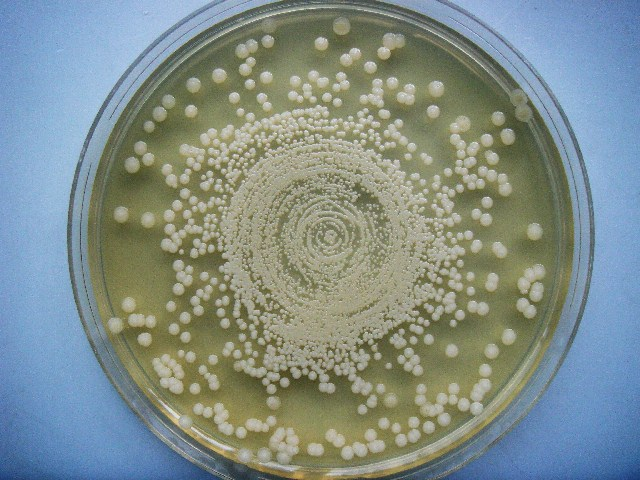
أغار مولر-هينتون

أغارُ مُولَر-هِينتُون أو أغارُ مُولَر-هِنتُون (بالإنجليزية: Mueller-Hinton agar)‏ هو مستنثبت للأحياء الدقيقة ويُستخدم بشكلٍ خاص لاختبار حساسية المضادات الحيوية، ويُستخدم أيضاً لِعزل والحفاظ على النيسرية وَالموراكسيلة.

## المكونات
يَحتوي أغار مولر-هينتون على عدة مكونات وهيَ:
- 2.0 غرام من مُستخرج لحوم البَقر.
- 17.5 غرام حلامة الكازيين.
- 1.5 غرام نشا.
- 17.0 غرام أغار.
- يجب أن تكون المُحتويات مُذابة في 1 لتر من الماء المُقطر.
- يتم ضَبط الرقم الهيدروجيني ليكون مُتعادل على درجة حرارة 25 س°.[3]